# Sosnowa Śląska
Sosnowa Śląska − nieczynny przystanek osobowy w Sosnowej, w Polsce, w województwie dolnośląskim, w powiecie ząbkowickim, w gminie Kamieniec Ząbkowicki. Przystanek został otwarty w dniu 3 listopada 1900 roku razem z linią kolejową z Kamieńca Ząbkowickiego. Do 1989 roku był na niej prowadzony ruch osobowy. W 1997 roku został zawieszony ruch towarowy. W 1998 roku tory zostały rozebrane.